# Bellyache
Singles de Billie Eilish
Ocean Eyes
(2016) Bored
(2017)
Clip vidéo
[vidéo] « Bellyache », sur YouTube
Bellyache (stylisée en minuscules : « bellyache ») est une chanson de l'auteure-compositrice-interprète américaine Billie Eilish.
Initialement sortie en single chez Darkroom / Interscope le 24 février 2017, elle a ensuite été incluse dans le premier EP de Billie Eilish, Don't Smile at Me, paru le 11 août 2017.

## Composition
La chanson est écrite et composée par Billie Eilish O'Connell avec son frère Finneas O'Connell et produite par ce dernier.

### Clip vidéo
Le clip de Bellyache est une vidéo d'une durée de trois minutes réalisée par Miles Cable et AJ Favicchio. Sous un grand soleil, Billie apparaît dans le désert californien dans une tenue jaune vif, composée d'un pull à col roulé, d'une salopette et d'une veste, ainsi que des chaussettes en résille et de Converse blanches. Sur une route déserte, elle tire un chariot sur lequel sont posés deux sacs-poubelles remplis de dollars. La jeune fille joue avec humour, angoisse ou indifférence le rôle d'une voleuse-tueuse en fuite, et réalise même quelques pas de danse, menant le spectateur jusqu'au rebondissement final : elle se dirige droit vers un policier qui l'attend patiemment.

## Remixe
Un remixe provenant du duo Marian Hill voit le jour. Conservant les parties chantées parfaitement exécutées par Billie, ils suppriment la guitare acoustique au profit d'un accompagnement au synthé avec des basses prononcées, qui amplifie la tonalité sinistre et dramatique du morceau.

## Classements et certifications
| Classement (2018—19)                | Meilleure position |
| ----------------------------------- | ------------------ |
| Canada (Hot 100)                    | 65                 |
| Portugal (AFP)                      | 69                 |
| Écosse (OCC)                        | 89                 |
| Royaume-Uni (UK Singles Chart)      | 79                 |
| États-Unis (Bubbling Under Hot 100) | 3                  |

| Région | Certification | Ventes/Streams |
| --- | ------------- | -------------- |
| Australie (ARIA) | 2 × Platine   | 140 000^       |
| Canada (Music Canada) | Platine       | 80 000*        |
| Royaume-Uni (BPI) | Argent        | 200 000‡       |
| États-Unis (RIAA) | Or            | 500 000‡       |
| *Ventes selon la certification ^Mise en rayon selon la certification xNon précisé par la certification ‡ventes/streaming selon la certification |               |                |